# Campionati mondiali di tiro a volo 2007
I campionati mondiali di tiro 2007 furono la trentaduesima edizione dei campionati mondiali di questo sport e si disputarono a Nicosia dal 1º al 10 settembre.

## Risultati

### Uomini

#### Fossa olimpica
| Evento      | Oro                                                        | Oro       | Argento                                                  | Argento   | Bronzo                                           | Bronzo    |
| Evento      | Atleta                                                     | Risultato | Atleta                                                   | Risultato | Atleta                                           | Risultato |
| Individuale | Michael Diamond                                            | 148       | Philip Murphy                                            | 145       | Karsten Bindrich                                 | 144       |
| A squadre   | Kuwait Khaled al-Mudhaf Naser Meqlad Abdulrahman al-Faihad | 386 (RM)  | Italia Giovanni Pellielo Erminio Frasca Massimo Fabbrizi | 361       | Irlanda Philip Murphy Derek Burnett David Malone | 359       |

#### Double trap
| Evento      | Oro                                                           | Oro       | Argento                            | Argento   | Bronzo                                                 | Bronzo    |
| Evento      | Atleta                                                        | Risultato | Atleta                             | Risultato | Atleta                                                 | Risultato |
| Individuale | Francesco D'Aniello                                           | 191       | Hu Binyuan                         | 190       | Joshua Richmond                                        | 189       |
| A squadre   | Italia Daniele Di Spigno Francesco D'Aniello Claudio Franzoni | 430 (RM)  | Cina Hu Binyuan Wang Nan Pan Qiang | 422       | Gran Bretagna Steven Scott Richard Faulds Peter Wilson | 418       |

#### Skeet
| Evento      | Oro                                                               | Oro       | Argento                                              | Argento   | Bronzo                                                  | Bronzo    |
| Evento      | Atleta                                                            | Risultato | Atleta                                               | Risultato | Atleta                                                  | Risultato |
| Individuale | Georgios Achilleos                                                | 148       | Ioan Toman                                           | 147+2     | Vincent Hancock                                         | 147+1     |
| A squadre   | Cipro Georgios Achilleos Kyriacos Christoforou Antonis Nikolaidis | 364       | Rep. Ceca Leos Hlavacek Jan Sychra Bretislav Dolecek | 362       | Stati Uniti Vincent Hancock James Graves Shawn Dulohery | 359       |

### Donne

#### Fossa olimpica
| Evento      | Oro                                                    | Oro       | Argento                       | Argento   | Bronzo                                                 | Bronzo    |
| Evento      | Atleta                                                 | Risultato | Atleta                        | Risultato | Atleta                                                 | Risultato |
| Individuale | Liu Yingzi                                             | 86        | Deborah Gelisio               | 85+2      | Daniela Del Din                                        | 85+1      |
| A squadre   | Italia Deborah Gelisio Giulia Iannotti Arianna Perilli | 194       | Cina Liu Yingzi Chen Li Gao E | 191       | Germania Sonja Scheibl Susanne Kiermayer Jana Beckmann | 188       |

#### Skeet
| Evento      | Oro                                | Oro       | Argento                                        | Argento   | Bronzo                                                | Bronzo    |
| Evento      | Atleta                             | Risultato | Atleta                                         | Risultato | Atleta                                                | Risultato |
| Individuale | Christine Brinker                  | 98        | Wei Ning                                       | 97        | Chiara Cainero                                        | 96        |
| A squadre   | Cina Wei Ning Yu Xiumin Zhang Shan | 214 (RM)  | Stati Uniti Kim Rhode Connie Smotek Haley Dunn | 210       | Italia Chiara Cainero Katiuscia Spada Cristina Vitali | 204       |

## Risultati juniores

### Uomini

#### Fossa olimpica
| Evento      | Oro                                                | Oro       | Argento                                             | Argento   | Bronzo                                                      | Bronzo    |
| Evento      | Atleta                                             | Risultato | Atleta                                              | Risultato | Atleta                                                      | Risultato |
| Individuale | Valerio Vallifuoco                                 | 120       | Saud Meqlad                                         | 117       | Yavuz Ilnam                                                 | 116       |
| A squadre   | Spagna Paco Machado Antonio Fernandez Carlos Rubio | 339       | Stati Uniti Max Jolliff Richard Valdez Matthew Heck | 336       | Italia Valerio Vallifuoco Giulio Fioravanti Riccardo Caddia | 332       |

#### Doubletrap
| Evento      | Oro                                                             | Oro       | Argento                                                | Argento   | Bronzo                                                   | Bronzo    |
| Evento      | Atleta                                                          | Risultato | Atleta                                                 | Risultato | Atleta                                                   | Risultato |
| Individuale | Masoud Al Abda                                                  | 137       | Artem Nekrasov                                         | 135       | Mohammad Dhadi                                           | 134       |
| A squadre   | Russia Artem Nekrasov Alexandr Furasyev Vladimir Miroshnichenko | 393       | Stati Uniti Justin Richmond Jared Fodor Bryce Gearhart | 383       | Italia Alessandro Chianese Antonino Barillà Nico Bizzoni | 379       |

#### Skeet
| Evento      | Oro                                                   | Oro       | Argento                                                   | Argento   | Bronzo                                                 | Bronzo    |
| Evento      | Atleta                                                | Risultato | Atleta                                                    | Risultato | Atleta                                                 | Risultato |
| Individuale | Anastasios Chapeshis                                  | 121       | Marcus Svensson                                           | 121       | Wilfred Blanchard III                                  | 120       |
| A squadre   | Germania Frank Dittmer Frank Cordesmeyer Gorden Gosch | 353       | Stati Uniti Wilfred Blanchard III Wesley Wise Jon McGrath | 352       | Svezia Marcus Svensson Stefan Nilsson Robin Gustafsson | 347       |

### Donne

#### Fossa olimpica
| Evento      | Oro           | Oro       | Argento      | Argento   | Bronzo     | Bronzo    |
| Evento      | Atleta        | Risultato | Atleta       | Risultato | Atleta     | Risultato |
| Individuale | Jessica Rossi | 67        | Abbey Burton | 62        | Ray Bassil | 61        |

#### Skeet
| Evento      | Oro                                                          | Oro       | Argento                                                | Argento   | Bronzo                                                            | Bronzo    |
| Evento      | Atleta                                                       | Risultato | Atleta                                                 | Risultato | Atleta                                                            | Risultato |
| Individuale | Emily Blount                                                 | 70        | Monika Zemkova                                         | 70        | Albina Shakirova                                                  | 67        |
| A squadre   | Russia Albina Shakirova Angelina Michshuk Svetlana Neznamova | 198       | Stati Uniti Emily Blount Jaiden Grinnell Sally Coggins | 196       | Cipro Bianca Lupan Kassianidou Charalambia Christou Vaso Georgiou | 179       |

## Medagliere
Nazione ospitante
| Posiz. | Nazione       | Oro | Argento | Bronzo | Totale |
| ------ | ------------- | --- | ------- | ------ | ------ |
| 1      | Italia        | 3   | 2       | 2      | 7      |
| 2      | Cina          | 2   | 4       | 0      | 6      |
| 3      | Cipro         | 2   | 0       | 0      | 2      |
| 4      | Germania      | 1   | 0       | 2      | 3      |
| 5      | Australia     | 1   | 0       | 0      | 1      |
| 5      | Kuwait        | 1   | 0       | 0      | 1      |
| 7      | Stati Uniti   | 0   | 1       | 3      | 4      |
| 8      | Irlanda       | 0   | 1       | 1      | 2      |
| 9      | Rep. Ceca     | 0   | 1       | 0      | 1      |
| 9      | Romania       | 0   | 1       | 0      | 1      |
| 11     | Gran Bretagna | 0   | 0       | 1      | 1      |
| 11     | San Marino    | 0   | 0       | 1      | 1      |

## Medagliere juniores
Nazione ospitante
| Posiz. | Nazione             | Oro | Argento | Bronzo | Totale |
| ------ | ------------------- | --- | ------- | ------ | ------ |
| 1      | Russia              | 2   | 1       | 1      | 4      |
| 2      | Italia              | 2   | 0       | 2      | 4      |
| 3      | Stati Uniti         | 1   | 4       | 1      | 6      |
| 4      | Cipro               | 1   | 0       | 1      | 2      |
| 5      | Spagna              | 1   | 0       | 0      | 1      |
| 5      | Qatar               | 1   | 0       | 0      | 1      |
| 5      | Germania            | 1   | 0       | 0      | 1      |
| 8      | Svezia              | 0   | 1       | 1      | 2      |
| 9      | Kuwait              | 0   | 1       | 0      | 1      |
| 9      | Gran Bretagna       | 0   | 1       | 0      | 1      |
| 9      | Slovacchia          | 0   | 1       | 0      | 1      |
| 12     | Libano              | 0   | 0       | 1      | 1      |
| 12     | Turchia             | 0   | 0       | 1      | 1      |
| 12     | Emirati Arabi Uniti | 0   | 0       | 1      | 1      |